# Muntelier
Muntelier (fr. Montilier, frp. Montilyi) – gmina (fr. commune; niem. Gemeinde) w Szwajcarii, w kantonie Fryburg, w okręgu Lac. Leży nad jeziorem Murtensee.

## Demografia
W Muntelier mieszka 976 osób. W 2020 roku 10% populacji gminy stanowiły osoby urodzone poza Szwajcarią.

## Transport
Przez teren gminy przebiega droga główna nr 182. 